# 서부흙파는쥐속
서부흙파는쥐속 또는 서부주머니고퍼속(Thomomys)는 흙파는쥐과에 속하는 설치류 속이다.

## 하위 종
| - 보타흙파는쥐 (T. bottae) - 카마스흙파는쥐 (T. bulbivorus) - 타운센드흙파는쥐 (T. townsendii) - 남부흙파는쥐 (T. umbrinus) - 와이오밍흙파는쥐 (T. clusius) | - 아이다호흙파는쥐 (T. idahoensis) - 서부흙파는쥐 (T. mazama) - 산악흙파는쥐 (T. monticola) - 북부흙파는쥐 (T. talpoides) |